# ハーキュリーズ (カリフォルニア州)

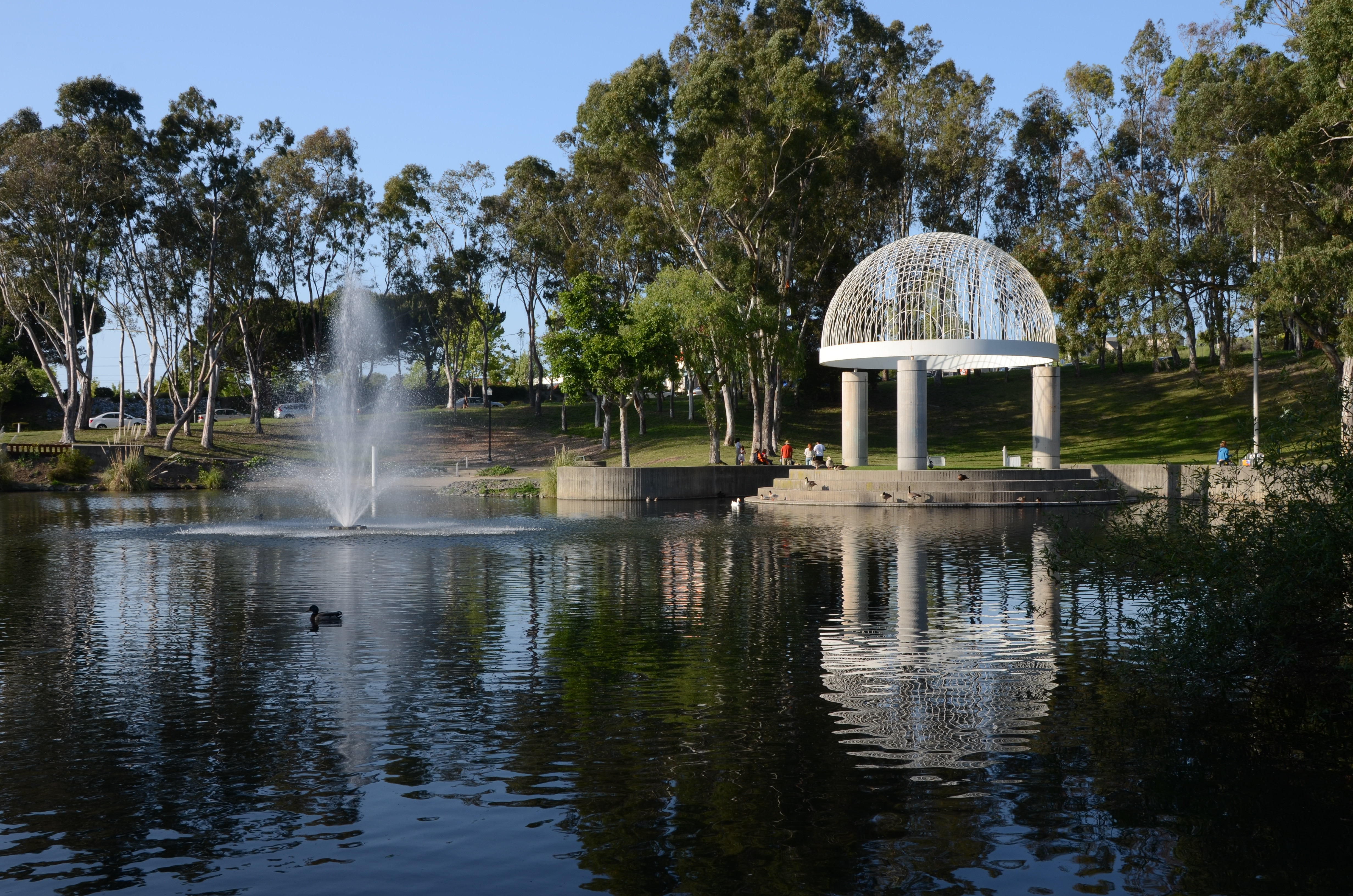
リフュージオ･バレー･パーク

ハーキュリーズ（英語: Hercules）は、アメリカ合衆国カリフォルニア州のコントラコスタ郡にある都市。人口は2万6016人（2020年）。

## 概要
街には幾つかの軽工業とハイテク産業があり（特にBio-Radがここを拠点にしている）また種々の商業と小売にも活気がある。住宅やその他の建物の大部分は最近建築されたものである。新しい商業と住宅地が発展中である。これにはウォーターフロントの開発が含まれ、近くには古い街の名残をとどめる歴史的建造物がいくつかある（歴史を参照）。
2020年アメリカ合衆国国勢調査によれば、市の人口の約44パーセントはアジア系アメリカ人だった。

## 地理

郡内の位置（右）

州間高速道路80号線沿いでコントラコスタ郡の西部に位置する小さなベッドタウンの一つである。サンフランシスコから32キロメートルほど北東にあり、順調なら車でおよそ30分で着ける。オークランドからも同じくらいである。
近隣にある街は、南西にピノール、北にロデオ、郡庁所在地マーティネズは東方にある。

## 歴史
1881年、危険を避けるためサンフランシスコから移転した火薬製造会社California Powder Worksの工場および社宅街として建設され、商標名にちなんでHercules（ヘラクレスのこと）と命名された。この工場では第二次大戦の頃には火薬以外の化学製品も製造されるようになったが、その後競争に勝てず1976年に閉鎖された。しかし1970年代にはサンフランシスコの通勤圏として再び発展した。

## 公共図書館

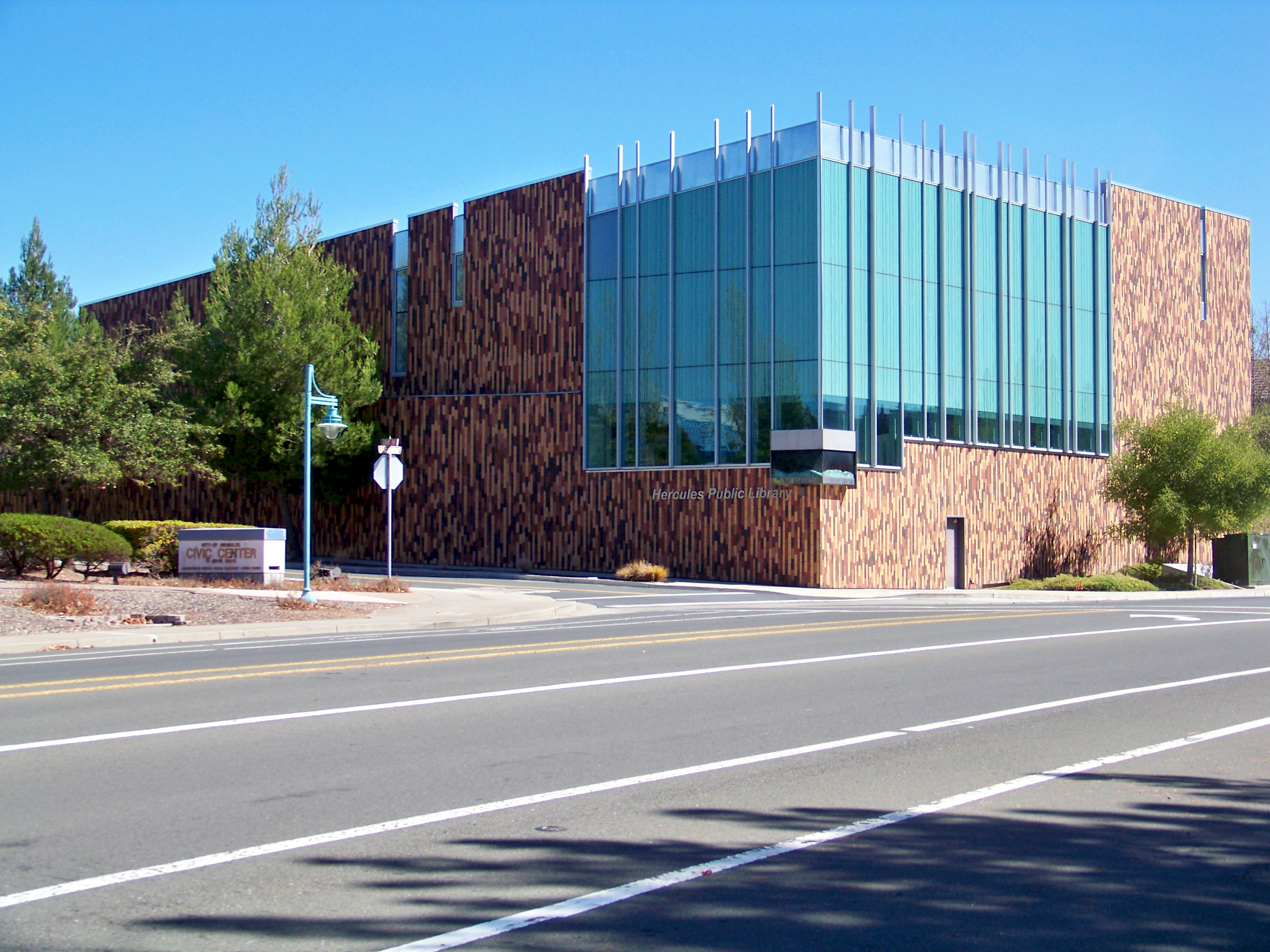
ハーキュリーズ公共図書館

- ハーキュリーズ公共図書館

## 姉妹都市・提携都市
姉妹都市
- 津島市（日本国愛知県）
1981年(昭和56年)11月5日 姉妹都市提携。1979年に津島市が、省エネルギーに取り組むために、米国カリフォルニア州下院議員に、米国で同じように取り組む都市との仲立ち依頼したことが契機となった。